# Huntley (Wyoming)
Huntley – jednostka osadnicza w Stanach Zjednoczonych, w stanie Wyoming, w hrabstwie Goshen.